# Afife Hafise Kadın
Hâfise Kadın o Afife Kadın  (en turco: Hafise Kadınefendi, en turco otomano: حفيصہ کادین افندی‎ ; "modesto nuevo", Nacida en c.1685, Caucaso o Los Balcanes - Fallecida 12 de junio de 1723, Estambul) también conocida como Afife Hafsa Kadın, fue la segunda consorte y una de las más queridas del sultán otomano Mustafa II y la madre de sus cinco hijos y una hija cuya identidad no se sabe con certeza.

## Biografía
Prácticamente no hay información sobre el origen de Hafise, pero algunos historiadores catalogan su origen a Los Balcanes o incluso que era originaria del Caucaso. Se cree que fue capturada por los tártaros, luego de lo cual, a la edad de 10 años, fue transferida al harén del sultán por Ebu Bekir Efendi, uno de los ministros de la Puerta. Hafise probablemente se convirtió en concubina con el apoyo de su madre, la Valide Râbi'a Gülnûş Sultan. Ella fue la única de todas las mujeres del harén que acompañó a Mustafá en sus tres campañas, siendo una mujer orgullosa por haber sido elegida. Hafise dio a luz al sultán cinco hijos y una hija. A principios de marzo de 1718, Lady Mary Wortley Montagu, la famosa viajera y esposa del embajador británico en Estambul, visitó Hafise. Ella, en sus cartas, llama a Hafise la favorita entre las favoritas del Sultán.
Tras el derrocamiento y muerte de Mustafa en 1703, el nuevo sultán ordenó a Hafise abandonar el harén, eligiendo marido entre los sirvientes de la Puerta. Para la mujer del ex sultán, que le dio seis hijos, esto fue un insulto hacia su persona. Hafise le rogó a Ahmed III que no la casaran con algún funcionario, sino que la matara, con la esperanza de que ella, la viuda del sultán, fuera madre de cinco Şehzade . Pero todos los Şehzade que había dado a la dinastía fallecieron antes de llegar a una etapa de madurez, solo la hija seguía viva y Ahmed se mantuvo firme. Hafise se vio obligado a tomar una decisión. Y eligió a Ebu Bekir-efendi, de 80 años, el secretario de Estado, con la firme intención de permanecer fiel a su difunto marido y no permitir que otro hombre entrara en su cama. Ebu Bekir fue elegido en agradecimiento por el hecho de que una vez fue él quien trajo a Hafise al harén. Ebu Bekir murió el 12 de junio de 1723quedando viuda nuevamente.
Dos veces viuda, Hafise, sola y en la desgracia falleció el 12 de junio de 1723, en Edirne, Estambul.

## Descendencia
Afife junto con Mustafá II tuvo 5 hijos:
- Şehzade Mehmed[7](27 de noviembre de 1698 - 3 de junio de 1703)
- Şehzade Selim[7](7 de septiembre de 1699 - 30 de junio de 1701)
- Şehzade Murad (1702 - 1703)
- Şehzade Ahmed[7](3 de marzo - agosto de 1703)
- Şehzade Murad (3 de marzo - 29 de diciembre de 1703)

## Literatura
- Alderson, Anthony Dolphin. The Structure of the Ottoman Dynasty. — Oxf.: Clarendon Press, 1956.
- Mandel, Gabriele. Storia dell'harem. — Rusconi, 1992. — 246 p. — ISBN 8818880322, 9788818880328.
- Leslie Peirce. The Imperial Harem: Women and Sovereignty in the Ottoman Empire. — Oxford University Press, 1993. — ISBN 0-19-508677-5.
- Yavuz Bahadıroğlu. Resimli Osmanlı Tarihi. — Nesil Yayınları, 2009. — ISBN 978-975-269-299-2.

- Datos: Q18206269